# Copris kachinensis
Copris kachinensis är en skalbaggsart som beskrevs av Ochi, Kon och Kawahara 2008. Copris kachinensis ingår i släktet Copris och familjen bladhorningar. Inga underarter finns listade i Catalogue of Life.